# Pelocoetes
Pelocoetes is een geslacht van zeeanemonen uit de klasse van de Anthozoa (bloemdieren).

## Soorten
- Pelocoetes exul (Annandale, 1907)
- Pelocoetes minimus Panikkar, 1938